# تصفيات كأس العالم 2018 (كونميبول)
تصفيات كأس العالم لكرة القدم 2018 لقارة أمريكا الجنوبية ستؤهل منتخبات إلى نهائيات كأس العالم لكرة القدم 2018 التي ستعقد في روسيا. سيجري التنافس على 4 بطاقات مباشرة بالإضافة إلى مكان في الملحق القاري. يشارك في التصفيات 10 منتخبات للاتحادت الأعضاء في اتحاد أمريكا الجنوبية لكرة القدم (كونمبيول).

## الشكل
تعتبر هيكلية التصفيات مثل النسخ الخمس الماضية. حيث ستلعب المنتخبات العشرة سوياً في مواجهات ذهاب وإياب. وتتأهل المنتخبات الأربعة الأولى إلى كأس العالم فيما يخوض الفريق الخامس مواجهتين في الملحق القاري.
عكس التصفيات السابقة حيث كانت المباريات تحدد مسبقاً، حددت المباريات هذه المرة عن طريق القرعة التي أقيمت ضمن القرعة التمهيدية لكأس العالم لكرة القدم 2018 يوم 25 يوليو 2015 الساعة 18:00 بتوقيت موسكو (ت ع م+3) بفندق كونستانتينوفسكي في ستريلنا، سانت بطرسبرغ الروسية.

## قواعد التأهيل
حددت الفيفا معايير التأهيل في حال التعادل حسب القانون 20.6 و 20.7 من دستور الفيفا في الآتي:
1. النقاط
2. فارق الأهداف
3. الأهداف المسجلة
4. المواجهات المباشرة
5. فارق الأهداف في المواجهات المباشرة
6. الأهداف في المواجهات المباشرة
7. الأهداف خارج الميدان
8. مباراة فاصلة من 90 دقيقة إضافة إلى وقت إضافي وضربات ترجيحية

## الترتيب
| م  | الفريق     | لعب | ف  | ت | خ  | أ.له | أ.ع | أ.ف | نقاط | التأهل                                |
| -- | ---------- | --- | -- | - | -- | ---- | --- | --- | ---- | ------------------------------------- |
| 1  | البرازيل   | 18  | 12 | 5 | 1  | 41   | 11  | +30 | 41   | التأهل إلى كأس العالم لكرة القدم 2018 |
| 2  | الأوروغواي | 18  | 9  | 4 | 5  | 32   | 20  | +12 | 31   | التأهل إلى كأس العالم لكرة القدم 2018 |
| 3  | الأرجنتين  | 18  | 7  | 7 | 4  | 19   | 16  | +3  | 28   | التأهل إلى كأس العالم لكرة القدم 2018 |
| 4  | كولومبيا   | 18  | 7  | 6 | 5  | 21   | 19  | +2  | 27   | التأهل إلى كأس العالم لكرة القدم 2018 |
| 5  | بيرو       | 18  | 7  | 5 | 6  | 27   | 26  | +1  | 26   | التقدم إلى مباراة الملحق القاري       |
| 6  | تشيلي      | 18  | 8  | 2 | 8  | 26   | 27  | −1  | 26   |                                       |
| 7  | باراغواي   | 18  | 7  | 3 | 8  | 19   | 25  | −6  | 24   |                                       |
| 8  | الإكوادور  | 18  | 6  | 2 | 10 | 26   | 29  | −3  | 20   |                                       |
| 9  | بوليفيا    | 18  | 4  | 2 | 12 | 16   | 38  | −22 | 14   |                                       |
| 10 | فنزويلا    | 18  | 2  | 6 | 10 | 19   | 35  | −16 | 12   |                                       |

## المباريات

### الجولة 1
| بوليفيا | 0–2                           | الأوروغواي              |
| ------- | ----------------------------- | ----------------------- |
|         | تقرير (فيفا) تقرير (كونميبول) | 10' كاسيريس · 69' غودين |

| كولومبيا | 2–0 | بيرو |
| -------- | --- | ---- |
|          |     |      |

| فنزويلا | 0–1 | باراغواي |
| ------- | --- | -------- |
|         |     |          |

| تشيلي | 2–0 | البرازيل |
| ----- | --- | -------- |
|       |     |          |

| الأرجنتين | 0–2 | الإكوادور |
| --------- | --- | --------- |
|           |     |           |

### الجولة 2
| الإكوادور                               | 2–0                           | بوليفيا |
| --------------------------------------- | ----------------------------- | ------- |
| م. بولانيوس 81' · كايسيدو 5+90' (ركلة.) | تقرير (فيفا) تقرير (كونميبول) |         |

| الأوروغواي                          | 3–0                           | كولومبيا |
| ----------------------------------- | ----------------------------- | -------- |
| غودين 34' · رولان 51' · هرناندز 87' | تقرير (فيفا) تقرير (كونميبول) |          |

| باراغواي | 0–0                           | الأرجنتين |
| -------- | ----------------------------- | --------- |
|          | تقرير (فيفا) تقرير (كونميبول) |           |

| البرازيل                              | 3–1                           | فنزويلا    |
| ------------------------------------- | ----------------------------- | ---------- |
| ويليان 1'، 42' · ريكاردو أوليفيرا 73' | تقرير (فيفا) تقرير (كونميبول) | سانتوس 64' |

| بيرو                                   | 3–4                           | تشيلي                            |
| -------------------------------------- | ----------------------------- | -------------------------------- |
| فارفان 10'، 36' (ركلة.) · غيريرو 2+90' | تقرير (فيفا) تقرير (كونميبول) | سانشيز 7'، 44' · فارغاس 41'، 49' |

### الجولة 3
| بوليفيا | 4–2                           | فنزويلا |
| ------- | ----------------------------- | ------- |
|         | تقرير (فيفا) تقرير (كونميبول) |         |

| الإكوادور | 2–1                           | الأوروغواي |
| --------- | ----------------------------- | ---------- |
|           | تقرير (فيفا) تقرير (كونميبول) |            |

| تشيلي | 1–1                           | كولومبيا |
| ----- | ----------------------------- | -------- |
|       | تقرير (فيفا) تقرير (كونميبول) |          |

| الأرجنتين | 1–1                           | البرازيل |
| --------- | ----------------------------- | -------- |
|           | تقرير (فيفا) تقرير (كونميبول) |          |

| بيرو | 1–0                           | باراغواي |
| ---- | ----------------------------- | -------- |
|      | تقرير (فيفا) تقرير (كونميبول) |          |

### الجولة 4
| كولومبيا | 0–1                           | الأرجنتين |
| -------- | ----------------------------- | --------- |
|          | تقرير (فيفا) تقرير (كونميبول) | 19' بيليا |

| فنزويلا         | 1–3                           | الإكوادور                                   |
| --------------- | ----------------------------- | ------------------------------------------- |
| 84' ج. مارتينيز | تقرير (فيفا) تقرير (كونميبول) | 15' ف. مارتينيز · 23' مونتيرو · 60' كايسيدو |

| باراغواي | 2–1                           | بوليفيا                  |
| -------- | ----------------------------- | ------------------------ |
| 59' دوك  | تقرير (فيفا) تقرير (كونميبول) | 61' ليزكانو · 64' باريوس |

| الأوروغواي | 3–0                           | تشيلي |
| ---------- | ----------------------------- | ----- |
|            | تقرير (فيفا) تقرير (كونميبول) |       |

| البرازيل | 3–0                           | بيرو |
| -------- | ----------------------------- | ---- |
|          | تقرير (فيفا) تقرير (كونميبول) |      |

### الجولة 5
| بوليفيا                          | 2–3                           | كولومبيا                                |
| -------------------------------- | ----------------------------- | --------------------------------------- |
| أركي 50' (ركلة.) · تشوماسيرو 62' | تقرير (فيفا) تقرير (كونميبول) | رودريغيز 10' · باكا 41' · كاردونا 2+90' |

| الإكوادور                   | 2–2                           | باراغواي         |
| --------------------------- | ----------------------------- | ---------------- |
| إ. فالنسيا 20' · مينا 2+90' | تقرير (فيفا) تقرير (كونميبول) | ليزكانو 38'، 59' |

| تشيلي       | 1–2                           | الأرجنتين                  |
| ----------- | ----------------------------- | -------------------------- |
| غوتيريز 11' | تقرير (فيفا) تقرير (كونميبول) | دي ماريا 20' · ميركادو 25' |

| بيرو                       | 2–2                           | فنزويلا                            |
| -------------------------- | ----------------------------- | ---------------------------------- |
| غيريرو 61' · رويدياز 4+90' | تقرير (فيفا) تقرير (كونميبول) | أوتيرو 33' (ركلة.) · فيلانويفا 57' |

| البرازيل               | 2–2                           | الأوروغواي              |
| ---------------------- | ----------------------------- | ----------------------- |
| كوستا 1' · أوغوستو 25' | تقرير (فيفا) تقرير (كونميبول) | كافاني 30' · سواريز 48' |

### الجولة 6
| كولومبيا                  | 3–1                           | الإكوادور |
| ------------------------- | ----------------------------- | --------- |
| باكا 15'، 67' · بيريز 48' | تقرير (فيفا) تقرير (كونميبول) | أرويو 90' |

| الأوروغواي | 1–0                           | بيرو |
| ---------- | ----------------------------- | ---- |
| كافاني 51' | تقرير (فيفا) تقرير (كونميبول) |      |

| فنزويلا   | 1–4                           | تشيلي                             |
| --------- | ----------------------------- | --------------------------------- |
| أوتيرو 9' | تقرير (فيفا) تقرير (كونميبول) | بينيا 33'، 52' · فيدال 72'، 2+90' |

| الأرجنتين                      | 2–0                           | بوليفيا |
| ------------------------------ | ----------------------------- | ------- |
| ميركادو 20' · ميسي 30' (ركلة.) | تقرير (فيفا) تقرير (كونميبول) |         |

| باراغواي                     | 2–2                           | البرازيل                   |
| ---------------------------- | ----------------------------- | -------------------------- |
| ليزكانو 40' · إ. بينيتيز 49' | تقرير (فيفا) تقرير (كونميبول) | أوليفيرا 79' · ألفيس 2+90' |

### الجولة 7
| بوليفيا                         | 0–3 منحت                      | بيرو |
| ------------------------------- | ----------------------------- | ---- |
| إسكوبار 38' · رونالد رالديس 86' | تقرير (فيفا) تقرير (كونميبول) |      |

| كولومبيا                                 | 2–0                           | فنزويلا |
| ---------------------------------------- | ----------------------------- | ------- |
| خاميس رودريغيز 45+2' · ماكنيلي توريس 82' | تقرير (فيفا) تقرير (كونميبول) |         |

| الإكوادور | 0–3                           | البرازيل                                                                 |
| --------- | ----------------------------- | ------------------------------------------------------------------------ |
|           | تقرير (فيفا) تقرير (كونميبول) | نيمار 72' (ضربة جزاء) · والتر أيوفي 87' (في مرماه) · غابرييل جيسوس 90+2' |

| الأرجنتين       | 1–0                           | الأوروغواي |
| --------------- | ----------------------------- | ---------- |
| ليونيل ميسي 43' | تقرير (فيفا) تقرير (كونميبول) |            |

| باراغواي                             | 2–1                           | تشيلي            |
| ------------------------------------ | ----------------------------- | ---------------- |
| أوسكار روميرو 6' · باولو دا سيلفا 9' | تقرير (فيفا) تقرير (كونميبول) | أرتورو فيدال 37' |

### الجولة 8
| الأوروغواي                                                                    | 4–0                           | باراغواي |
| ----------------------------------------------------------------------------- | ----------------------------- | -------- |
| إدينسون كافاني 17'، 53' · كريستيان رودريغيز 41' · لويس سواريز 45' (ضربة جزاء) | تقرير (فيفا) تقرير (كونميبول) |          |

| تشيلي | 3–0 منحت                      | بوليفيا |
| ----- | ----------------------------- | ------- |
|       | تقرير (فيفا) تقرير (كونميبول) |         |

| فنزويلا                                  | 2–2                           | الأرجنتين                              |
| ---------------------------------------- | ----------------------------- | -------------------------------------- |
| خوان بابلو انور 34' · جوزيف مارتينيز 53' | تقرير (فيفا) تقرير (كونميبول) | لوكاس براتو 57' · نيكولاس أوتامندي 82' |

| البرازيل               | 2–1                           | كولومبيا                 |
| ---------------------- | ----------------------------- | ------------------------ |
| ميراندا 2' · نيمار 74' | تقرير (فيفا) تقرير (كونميبول) | ماركينيوس 37' (في مرماه) |

| بيرو                                              | 2–1                           | الإكوادور           |
| ------------------------------------------------- | ----------------------------- | ------------------- |
| كريستيان كويفا 19' (ضربة جزاء) · ريناتو تابيا 78' | تقرير (فيفا) تقرير (كونميبول) | غابرييل أتشيلير 30' |

### الجولة 9
| الإكوادور                                                       | 3–0                           | تشيلي |
| --------------------------------------------------------------- | ----------------------------- | ----- |
| أنتونيو فالنسيا 19' · كريستيان راميريز 23' · فيليبي كايسيدو 47' | تقرير (فيفا) تقرير (كونميبول) |       |

| الأوروغواي                                   | 3–0                           | فنزويلا |
| -------------------------------------------- | ----------------------------- | ------- |
| نيكولاس لوديرو 29' · إدينسون كافاني 46'، 78' | تقرير (فيفا) تقرير (كونميبول) |         |

| باراغواي | 0–1                           | كولومبيا            |
| -------- | ----------------------------- | ------------------- |
|          | تقرير (فيفا) تقرير (كونميبول) | إدوين كاردونا 90+2' |

| البرازيل                                                                                  | 5–0                           | بوليفيا |
| ----------------------------------------------------------------------------------------- | ----------------------------- | ------- |
| نيمار 10' · فيليبي كوتينيو 25' · فيليبي لويس 38' · غابرييل جيسوس 43' · روبرتو فيرمينو 75' | تقرير (فيفا) تقرير (كونميبول) |         |

| بيرو                                              | 2–2                           | الأرجنتين                                   |
| ------------------------------------------------- | ----------------------------- | ------------------------------------------- |
| باولو غيريرو 57' · كريستيان كويفا 83' (ضربة جزاء) | تقرير (فيفا) تقرير (كونميبول) | راميرو فونيس موري 15' · غونزالو هيغواين 77' |

### الجولة 10
| بوليفيا         | 2–2                           | الإكوادور             |
| --------------- | ----------------------------- | --------------------- |
| إسكوبار 3'، 43' | تقرير (فيفا) تقرير (كونميبول) | إينر فالنسيا 47'، 88' |

| كولومبيا                   | 2–2                           | الأوروغواي                              |
| -------------------------- | ----------------------------- | --------------------------------------- |
| أبيل أغيلار 16' · Mina 85' | تقرير (فيفا) تقرير (كونميبول) | كريستيان رودريغيز 27' · لويس سواريز 73' |

| الأرجنتين | 0–1                           | باراغواي            |
| --------- | ----------------------------- | ------------------- |
|           | تقرير (فيفا) تقرير (كونميبول) | ديرليس غونزاليز 17' |

| تشيلي                | 2–1                           | بيرو              |
| -------------------- | ----------------------------- | ----------------- |
| أرتورو فيدال 9'، 85' | تقرير (فيفا) تقرير (كونميبول) | إديسون فلوريس 75' |

| فنزويلا | 0–2                           | البرازيل                      |
| ------- | ----------------------------- | ----------------------------- |
|         | تقرير (فيفا) تقرير (كونميبول) | غابرييل جيسوس 7' · ويليان 53' |

### الجولة 11
| كولومبيا | 0–0                           | تشيلي |
| -------- | ----------------------------- | ----- |
|          | تقرير (فيفا) تقرير (كونميبول) |       |

| الأوروغواي                              | 2–1                           | الإكوادور          |
| --------------------------------------- | ----------------------------- | ------------------ |
| سباستيان كواتيس 12' · دييغو رولان 45+1' | تقرير (فيفا) تقرير (كونميبول) | فيليبي كايسيدو 44' |

| باراغواي             | 1–4                           | بيرو                                                                                       |
| -------------------- | ----------------------------- | ------------------------------------------------------------------------------------------ |
| كريستيان ريفيروس 10' | تقرير (فيفا) تقرير (كونميبول) | كريستيان راموس 49' · إديسون فلوريس 71' · كريستيان كويفا 79' · إدغار بينيتيز 84' (في مرماه) |

| البرازيل                                        | 3–0                           | الأرجنتين |
| ----------------------------------------------- | ----------------------------- | --------- |
| فيليبي كوتينيو 25' · نيمار 45+1' · باولينيو 58' | تقرير (فيفا) تقرير (كونميبول) |           |

| فنزويلا                                                             | 5–0                           | بوليفيا |
| ------------------------------------------------------------------- | ----------------------------- | ------- |
| جاكوبو كوفاتي 2' · جوزيف مارتينيز 10'، 67'، 69' · رومولو أوتيرو 74' | تقرير (فيفا) تقرير (كونميبول) |         |

### الجولة 12
| بوليفيا                    | 1–0                           | باراغواي |
| -------------------------- | ----------------------------- | -------- |
| مارسيلو مارتينز مورينو 77' | تقرير (فيفا) تقرير (كونميبول) |          |

| الإكوادور                                              | 3–0                           | فنزويلا |
| ------------------------------------------------------ | ----------------------------- | ------- |
| أرتورو مينا 50' · ميلر بولانيوس 84' · إينر فالنسيا 87' | تقرير (فيفا) تقرير (كونميبول) |         |

| الأرجنتين                                              | 3–0                           | كولومبيا |
| ------------------------------------------------------ | ----------------------------- | -------- |
| ليونيل ميسي 10' · لوكاس براتو 22' · أنخيل دي ماريا 84' | تقرير (فيفا) تقرير (كونميبول) |          |

| تشيلي                                          | 3–1                           | الأوروغواي         |
| ---------------------------------------------- | ----------------------------- | ------------------ |
| إدواردو فارغاس 45+1' · أليكسيس سانشيز 60'، 75' | تقرير (فيفا) تقرير (كونميبول) | إدينسون كافاني 16' |

| بيرو | 0–2                           | البرازيل                               |
| ---- | ----------------------------- | -------------------------------------- |
|      | تقرير (فيفا) تقرير (كونميبول) | غابرييل جيسوس 57' · ريناتو أوغوستو 78' |

### الجولة 13
| كولومبيا     | 1–0                           | بوليفيا |
| ------------ | ----------------------------- | ------- |
| رودريغيز 83' | تقرير (FIFA) تقرير (CONMEBOL) |         |

| باراغواي                | 2–1                           | الإكوادور           |
| ----------------------- | ----------------------------- | ------------------- |
| فالديز 12' · ألونسو 65' | تقرير (FIFA) تقرير (CONMEBOL) | كايسيدو 70' (ركلة.) |

| الأوروغواي        | 1–4                           | البرازيل                             |
| ----------------- | ----------------------------- | ------------------------------------ |
| كافاني 9' (ركلة.) | تقرير (FIFA) تقرير (CONMEBOL) | باولينيو 18'، 51'، 90+2' · نيمار 74' |

| الأرجنتين        | 1–0                           | تشيلي |
| ---------------- | ----------------------------- | ----- |
| ميسي 16' (ركلة.) | تقرير (FIFA) تقرير (CONMEBOL) |       |

| فنزويلا                    | 2–2                           | بيرو                   |
| -------------------------- | ----------------------------- | ---------------------- |
| فيلانويفا 24' · أوتيرو 40' | تقرير (FIFA) تقرير (CONMEBOL) | كاريو 46' · غيريرو 64' |

### الجولة 14
| بوليفيا                       | 2–0                           | الأرجنتين |
| ----------------------------- | ----------------------------- | --------- |
| أركي 31' · مارتينز مورنيو 53' | تقرير (FIFA) تقرير (CONMEBOL) |           |

| الإكوادور | 0–2                           | كولومبيا                    |
| --------- | ----------------------------- | --------------------------- |
|           | تقرير (FIFA) تقرير (CONMEBOL) | رودريغيز 20' · كوادرادو 34' |

| تشيلي                       | 3–1                           | فنزويلا    |
| --------------------------- | ----------------------------- | ---------- |
| سانشيز 4' · باريديس 7'، 22' | تقرير (FIFA) تقرير (CONMEBOL) | روندون 62' |

| البرازيل                              | 3–0                           | باراغواي |
| ------------------------------------- | ----------------------------- | -------- |
| كوتينيو 34' · نيمار 64' · مارسيلو 85' | تقرير (FIFA) تقرير (CONMEBOL) |          |

| بيرو                    | 2–1                           | الأوروغواي |
| ----------------------- | ----------------------------- | ---------- |
| غيريرو 35' · فلوريس 62' | تقرير (FIFA) تقرير (CONMEBOL) | سانشيز 30' |

### الجولة 15
| تشيلي | 0 - 3                         | باراغواي |
| ----- | ----------------------------- | -------- |
|       | تقرير (فيفا) تقرير (كونميبول) |          |

| البرازيل | 2 - 0                         | الإكوادور |
| -------- | ----------------------------- | --------- |
|          | تقرير (فيفا) تقرير (كونميبول) |           |

| فنزويلا | 0 - 0                         | كولومبيا |
| ------- | ----------------------------- | -------- |
|         | تقرير (فيفا) تقرير (كونميبول) |          |

| بيرو | 2 - 1                         | بوليفيا |
| ---- | ----------------------------- | ------- |
|      | تقرير (فيفا) تقرير (كونميبول) |         |

| الأوروغواي | 0 - 0                         | الأرجنتين |
| ---------- | ----------------------------- | --------- |
|            | تقرير (فيفا) تقرير (كونميبول) |           |

### الجولة 16
| بوليفيا                        | 1–0                           | تشيلي |
| ------------------------------ | ----------------------------- | ----- |
| - خوان كارلوس أركي 59' (ركلة.) | تقرير (FIFA) تقرير (CONMEBOL) |       |

| كولومبيا             | 1–1                           | البرازيل       |
| -------------------- | ----------------------------- | -------------- |
| - راداميل فالكاو 56' | تقرير (FIFA) تقرير (CONMEBOL) | - ويليان 45+2' |

| الإكوادور                  | 1–2                           | بيرو                                    |
| -------------------------- | ----------------------------- | --------------------------------------- |
| - إينر فالنسيا 79' (ركلة.) | تقرير (FIFA) تقرير (CONMEBOL) | - إديسون فلوريس 73' - باولو هورتادو 76' |

| الأرجنتين                | 1–1                           | فنزويلا          |
| ------------------------ | ----------------------------- | ---------------- |
| - رولف فيلتشر 54' (ه.ذ.) | تقرير (FIFA) تقرير (CONMEBOL) | - جون مورييو 51' |

| باراغواي           | 1–2                           | الأوروغواي                                         |
| ------------------ | ----------------------------- | -------------------------------------------------- |
| - أنخيل روميرو 88' | تقرير (FIFA) تقرير (CONMEBOL) | - فيديريكو فالفيردي 76' - غوستافو غوميز 80' (ه.ذ.) |

### الجولة 17
| بوليفيا | 0–0                           | البرازيل |
| ------- | ----------------------------- | -------- |
|         | تقرير (FIFA) تقرير (CONMEBOL) |          |

| فنزويلا | 0–0                           | الأوروغواي |
| ------- | ----------------------------- | ---------- |
|         | تقرير (FIFA) تقرير (CONMEBOL) |            |

| الأرجنتين | 0–0                           | بيرو |
| --------- | ----------------------------- | ---- |
|           | تقرير (FIFA) تقرير (CONMEBOL) |      |

| تشيلي                                     | 2–1                           | الإكوادور            |
| ----------------------------------------- | ----------------------------- | -------------------- |
| - إدواردو فارغاس 22' - أليكسيس سانشيز 85' | تقرير (FIFA) تقرير (CONMEBOL) | - روماريو إيبارا 82' |

| كولومبيا             | 1–2                           | باراغواي                                      |
| -------------------- | ----------------------------- | --------------------------------------------- |
| - راداميل فالكاو 79' | تقرير (FIFA) تقرير (CONMEBOL) | - أوسكار كاردوزو 89' - أنطونيو سانابريا 90+2' |

### الجولة 18
| البرازيل                                  | 3–0                           | تشيلي |
| ----------------------------------------- | ----------------------------- | ----- |
| - باولينيو 55' - غابرييل جيسوس 57'، 90+2' | تقرير (FIFA) تقرير (CONMEBOL) |       |

| الإكوادور           | 1–3                           | الأرجنتين                   |
| ------------------- | ----------------------------- | --------------------------- |
| - روماريو إيبارا 1' | تقرير (FIFA) تقرير (CONMEBOL) | - ليونيل ميسي 11'، 18'، 62' |

| باراغواي | 0–1                           | فنزويلا             |
| -------- | ----------------------------- | ------------------- |
|          | تقرير (FIFA) تقرير (CONMEBOL) | - يانغيل هيريرا 84' |

| بيرو               | 1–1                           | كولومبيا             |
| ------------------ | ----------------------------- | -------------------- |
| - باولو غيريرو 74' | تقرير (FIFA) تقرير (CONMEBOL) | - خاميس رودريغيز 56' |

| الأوروغواي                                                      | 4–2                           | بوليفيا                                            |
| --------------------------------------------------------------- | ----------------------------- | -------------------------------------------------- |
| - مارتن كاسيريس 39' - إدينسون كافاني 42' - لويس سواريز 60'، 76' | تقرير (FIFA) تقرير (CONMEBOL) | - غاستون سيلفا 24' (ه.ذ.) - دييغو غودين 79' (ه.ذ.) |

## مباراة فاصلة بين الاتحادات القارية
وقد عقد السحب للمباريات الفاصلة بين الاتحادات القارية كجزء من القرعة التمهيدية لكأس العالم لكرة القدم 2018 في 25 يوليو 2015، ابتداءً من الساعة 18 ت.م.م. (ت.ع.م+3)، في قصر قسطنطينوفسكي، سانت بطرسبرغ.

## المنتخبات المتأهلة
الفرق التالية من الكونميبول قد تأهلت للبطولة.
| الفريق     | تأهل بصفته    | تأهل في        | المشاركات السابقة في البطولة1                                                                                               |
| ---------- | ------------- | -------------- | --- |
| البرازيل   | المتصدر       | 28 مارس 2017   | 20 (1930، 1934، 1938، 1950، 1954، 1958، 1962، 1966، 1970، 1974، 1978، 1982، 1986، 1990، 1994، 1998، 2002، 2006، 2010، 2014) |
| الأوروغواي | الثاني        | 10 أكتوبر 2017 | 12 (1930، 1950، 1954، 1962، 1966، 1970، 1974، 1986، 1990، 2002، 2010، 2014)                                                 |
| الأرجنتين  | المركز الثالث | 10 أكتوبر 2017 | 16 (1930، 1934، 1958، 1962، 1966، 1974، 1978، 1982، 1986، 1990، 1994، 1998، 2002، 2006، 2010، 2014)                         |
| كولومبيا   | المركز الرابع | 10 أكتوبر 2017 | 5 (1962، 1990، 1994، 1998، 2014)                                                                                            |

1 يشير الغليظ إلى بطل لتلك السنة. يشير المائل إلى المضيف لتلك السنة.